# Pulandian
Pulandian is een stad in de provincie Liaoning in China. Pulandian ligt in de prefectuur Dalian. Pulandian is ook een arrondissement, de stad heeft meer dan 800.000 inwoners. 